# 42697 Lucapaolini
42697 Lucapaolini este o planetă minoră (asteroid), cu un diametru de 3,119 km, din centura de asteroizi. A fost descoperită pe 1 iunie 1998 la Observatorul La Silla de Eric Walter Elst și a fost numită după Luca Paolini⁠(d). 
Obiectul prezintă o orbită caracterizată de o semiaxă mare de 2,5255198929457 UAi, o excentricitate de 0,11, o înclinație de 13,5 ° în raport cu ecliptica.